# Qiu Chuji
Qiu Chuji (chinesisch 丘處機 / 邱处机; geb. 1148; gest. 1227, auch Changchun (长春/長春) oder Changchun zi 長春子 genannt) war der fünfte Patriarch des Quanzhen-Daoismus und ein großer Reisender. Er war als einer der „Sieben Wahrhaften des Nordens“ unter den wichtigen Schülern des Wang Chongyang der Gründer der daoistischen Drachentor-Schule (chinesisch 龍門派 / 龙门派, Pinyin Longmen pai, englisch The Dragon Gate Sect), einer Schule des Quanzhen-Daoismus (Quanzhen dao).

## Wirken

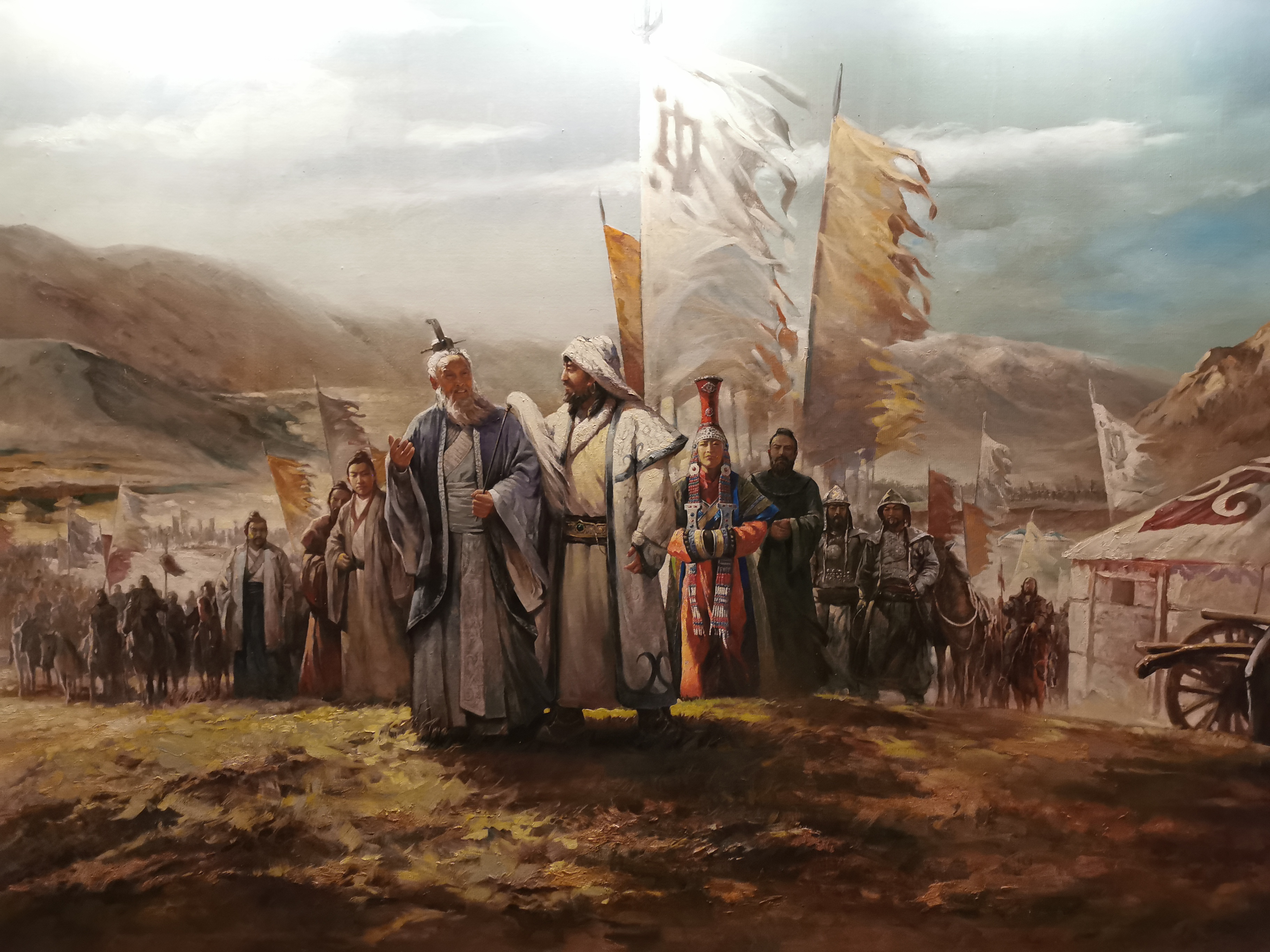
Qiu Chuji trifft Dschingis Khan

In dem von seinem Schüler, dem Daoisten Li Zhichang (chinesisch 李志常) (1193–1278), verfassten Reisebericht Changchun zhenren xiyou ji (Aufzeichnungen über die Reise des daoistischen Alchemisten Changchun in den Westen), der auch kurz als Xiyouji (Aufzeichnungen über die Reise in den Westen) genannt wird, über seine Durchquerung 1219–1221 durch Zentralasien Richtung Karakorum zu dem mongolischen Herrscher Dschingis Khan, erfährt man auch einiges über sein Leben.
Dschingis Khan hatte ihn zu sich gerufen, um von ihm über die Geheimnisse des langen Lebens zu erfahren. Als Dank wurde Qiu Chuji am mongolischen Hof zum Führer aller Religionen ernannt, wobei seine Anhänger von der Steuerpflicht ausgenommen wurden. Dieser Verbindung zum Mongolen-Herrscher verdankt die Quanzhen-Schule ihre weite Verbreitung.

## Chinesische Literatur
- Ding Qian (丁谦): Changchun zhenren xiyou ji dili kaozheng 长春真人西游记地理考证 (Zhejiang tushuguan congshu 浙江图书馆丛书)
- Wang Guowei (王国维): Changchun zhenren xiyou ji zhu 长春真人西游记注 (Haining Wang Jing'an xiansheng yishu 海宁王静安先生遗书)